# Oktay Derelioğlu
Oktay Derelioğlu (Istanboel, 17 december 1975) is een voormalig Turks profvoetballer.

## Clubcarrière
Oktay begon zijn carrière in 1985 bij het kleine Fatih Karagümrük uit Istanbul. Op zijn 16e maakte hij al deel uit van het eerste elftal. In 1992 werd Oktay gescout door Trabzonspor en vertrok naar deze club. Echter kwam hij bij de blauw-paarsen niet veel aan spelen toe en vertrok al na een jaar naar Beşiktaş.
Bij Beşiktaş kende Oktay zijn beste jaren. Hij werd publiekslieveling en pikte regelmatig zijn doelpunten mee. Oktay werd bij Beşiktaş ook topscorer van de Turkse competitie en de spits heeft de meeste Europese goals voor Beşiktaş op zijn naam staan. Echter in 1999 werd Oktay ontslagen door de zwart witten. De oorzaak zou een interne ruzie zijn waarbij voormalig Beşiktaş middenvelder Serdar Topraktepe bij betrokken was.
Na 1999 verliep de carrière van Oktay in snel tempo. Bij geen enkele club kon hij een vaste waarde worden ondanks enkele heel goede resultaten zoals bij Gaziantepspor en bij Trabzonspor. Enkele buitenlandse avonturen liepen ook op niets uit, en heeft de speler anno 2008 gezegd na het seizoen 2007/2008 te willen stoppen en verder te gaan als trainer.

## Interlandcarrière
Oktay was ook actief voor het nationale elftal. De speler tekende in 1997 voor een miraculeus doelpunt voor Turkije in de WK-kwalificatiewedstrijd tegen België. Hij dribbelde zes spelers voorbij en schoot de bal in het doel van de Rode Duivels. Oktay kwam tot twintig interlands en negen doelpunten. Vier daarvan scoorde hij op 10 november 1996 in het WK-kwalificatieduel tegen San Marino (7-0).
1 Reçber ·
2 Havutçu ·
3 Temizkanoğlu  ·
4 Akyel ·
5 Özalan ·
6 Erdem ·
7 Buruk ·
8 Kerimoğlu ·
9 Şükür ·
10 Yalçın ·
11 Korkut ·
12 Çatkıç ·
13 Özköylü ·
14 Kaya ·
15 Izzet ·
16 Penbe ·
17 Derelioğlu ·
18 Akman ·
19 Ercan ·
20 Ünsal ·
21 Tuncay ·
22 Davala ·
Coach: Denizli